# Слуцкий округ
Слуцкий округ — единица административного деления Белорусской ССР, существовавшая с июля 1924 по июнь 1927 года и с июня 1935 по февраль 1938. Административный центр — город Слуцк.

## Округ в 1924—1927
Первоначально включал 7 районов: Гресский, Копыльский, Краснослободский, Любанский, Слуцкий, Старобинский, Стародорожский.
В июне 1927 упразднён. Его территория разделена между Бобруйским и Минским округами.
По данным переписи 1926 года численность населения составляла 309,4 тыс. чел. В том числе белорусы — 90,0 %; евреи — 6,7 %; русские — 1,4 %; поляки — 1,3 %.

## Округ в 1935—1938
Вновь округ был образован в июне 1935 в качестве пограничного округа (которые тогда создавались вдоль западной границы СССР).
Включал 6 районов: Гресский, Копыльский, Краснослободский, Любанский, Слуцкий, Старобинский.
Упразднён в феврале 1938 в связи с введением областного деления в БССР.